# Polygala gracilis
Polygala gracilis är en jungfrulinsväxtart som beskrevs av Carl Sigismund Kunth. Polygala gracilis ingår i släktet jungfrulinssläktet, och familjen jungfrulinsväxter. Inga underarter finns listade i Catalogue of Life.